# Promieniowanie długofalowe
Promieniowanie długofalowe – niejonizujące promieniowanie elektromagnetyczne o długości fali w zakresie 4–80 μm z maksimum przypadającym na 10–12 μm. Promieniowanie to zwane również promieniowaniem termicznym emitowane jest przez powierzchnię Ziemi oraz atmosferę. Propagacja tego promieniowania w atmosferze zależy w głównej mierze od zawartości gazów cieplarnianych oraz własności optycznych i temperatury chmur.